# 東海市立横須賀小学校
東海市立横須賀小学校（とうかいしりつよこすかしょうがっこう）は、愛知県東海市高横須賀町にある公立小学校。

## 校訓
- 明るく　たくましく　心豊かに

## 概要
- 東海市南西部（旧・知多郡横須賀町）の小学校であり、校区は大田町（川島の一部、汐田の一部）、高横須賀町（木廻間を除く）、横須賀町、元浜町、中ノ池 養父町1-3丁目、養父町（海老田 、大木之本、押切、苅宿、義神、北反田、北堀畑、小蔵谷 、里中、島ノ内、釈迦御堂、正神、城之内、浅間前、竹ケ鼻、角木、中川、西川向、野崎、墓下、蓮沼、八王子、八ケ池 、 浜脇 、東川向、前田、真崎）である。公立中学校の進学先は東海市立横須賀中学校である[1]。

## 沿革
横須賀小学校の創立年は1907年であるが、これはこの地域の3つの小学校を統合した年である。ここではそれ以前についても記述する。
- 1872年（明治5年） -
  - 横須賀町方に郷校として執中学校が開校する。
  - 高横須賀村に郷校として拝熾学校が開校する。
  - 藪村に郷校として明博学校が開校する。
- 1873年（明治6年） -
  - 執中学校が扇島学校に改称する。
  - 大里村に巍々学校が開校する。
- 1874年（明治7年） - 拝熾学校が知多郡第二十三区高横須賀学校に改称する。
- 1876年（明治9年） -
  - 横須賀町方、高横須賀村、藪村が合併し、横須賀村が発足。
  - 大里村と木田村が合併し、大田村が発足。
- 1879年（明治12年） - 巍々学校が新築移転し、大田学校に改称する。
- 1883年（明治16年） - 明博学校が新築移転する。
- 1882年（明治15年） - 横須賀村が分立し、横須賀村、高横須賀村、養父村（旧・藪村）となる
- 1889年（明治22年） -
  - 横須賀村が町制施行。横須賀町となる。
  - 扇島学校が扇島尋常小学校、高横須賀学校が高横須賀尋常小学校、大田学校が大田尋常小学校、明博学校が養父尋常小学校に改称する。
- 1906年（明治39年）5月1日 - 横須賀町、大田村、加木屋村、高横須賀村、養父村が合併し、横須賀町となる。
- 1907年（明治40年）1月1日 - 扇島尋常小学校、養父尋常小学校、高横須賀尋常小学校、大田尋常小学校を統合し、横須賀尋常高等小学校となる。統合校舎は無く、旧・扇島尋常小学校を第一校舎、旧・養父尋常小学校を第二校舎、旧・高横須賀尋常小学校を第三校舎、永昌院[注釈 1][2]に第三校舎付属仮校舎、旧・大田尋常小学校を第四校舎、加木屋尋常小学校に高等科の加木屋仮教場を設置。
- 1908年（明治41年） - 加木屋仮教場を廃止。
- 1909年（明治42年）
  - 1月16日 - 現在地に統合校舎が完成。第一校舎、第二校舎、第三校舎、第三校舎付属仮校舎、第四校舎を廃止。
  - 11月7日 - 開校式を行う。
- 1917年（大正6年） - 実業補習学校を併設する。
- 1923年（大正12年） - 愛知県横須賀町立横須賀高等女学校を併設する。
- 1924年（大正13年） - 横須賀高等女学校が校舎を新築し、移転する。
- 1926年（大正15年） - 校舎を増築する。
- 1928年（昭和3年） - 青年訓練所を併設する。
- 1938年（昭和13年） - 校舎を増築する。
- 1940年（昭和15年） - 青年学校を併設する。
- 1941年（昭和16年）4月1日 - 愛知県知多郡横須賀町横須賀国民学校に改称する。
- 1947年（昭和22年）4月1日 - 横須賀町立横須賀小学校に改称する。
- 1948年（昭和23年） - 敷地内に横須賀町立横須賀中学校校舎が完成する。
- 1956年（昭和31年）5月10日 - 隣接の旧・横須賀高等学校校舎[注釈 2]を買収し、教室を増やす。
- 1956年（昭和31年） - 校舎を増築する。
- 1962年（昭和37年）8月23日 - 新校舎第一棟（鉄筋コンクリート造）が完成する。
- 1963年（昭和38年）
  - 3月29日 - 新校舎第第二、第三棟（鉄筋コンクリート造）が完成する。
  - 10月19日 - 新校舎第四棟（鉄筋コンクリート造）が完成する。
- 1966年（昭和41年）10月14日 - 本館が完成する。
- 1969年（昭和44年）
  - 3月20日 - 屋内運動場が完成する。
  - 4月1日 -  横須賀町と上野町が合併し、東海市が発足。同時に東海市立横須賀小学校に改称する。
- 1971年（昭和46年）4月1日 - 校舎内に東海市立横須賀小学校大田分校を設置する。
- 1972年（昭和47年）
  - 4月1日 - 大田分校が東海市立大田小学校として分立する。大田小学校校舎未完成のため、引き続き横須賀小学校校舎を使用する。
  - 9月1日 - 大田小学校の校舎が完成し、移転する。
- 2000年（平成12年） - 新体育館が完成する。
- 2006年（平成18年） - 創立100周年記念式典を行う。

## 交通アクセス
- 名鉄常滑線尾張横須賀駅下車、徒歩約7分。
- 名鉄河和線高横須賀駅下車、徒歩約12分。
- らんらんバス北ルート「横須賀小学校北」バス停より徒歩約3分。

## 周辺施設
- 愛知県立横須賀高等学校
- 愛知県立東海商業高等学校
- 東海市立横須賀中学校
- 東海市立大田小学校
- 東海市役所
- 東海市民体育館
- 東海警察署
- イチビキ第二工場
- 名鉄常滑線尾張横須賀駅
- 名鉄河和線高横須賀駅